# Sapintus bagiuniensis
Sapintus bagiuniensis là một loài bọ cánh cứng trong họ Anthicidae. Loài này được Ronchetti, Colombini & Chelazzi miêu tả khoa học năm 1986.